# Dorin Baciu
Dorin Baciu (n.  6 septembrie 1942, Bălușeni, județul Botoșani) este un prozator român.

## Biografie
Este absolvent al Facultății de Filologie din cadrul Universității Alexandru Ioan Cuza din Iași (1964). Devine cadru didactic la Școala Generală Cătămărăști-Vale (1964-1966), apoi muzeograf la Muzeul memorial "Mihai Eminescu" din Ipotești (1966-1968). Între 1968-1998 a fost redactor al secției culturale și redactor-șef al "Gazetei de Botoșani", iar din iulie-septembrie 1997 este redactor la "Gazeta Vega".

Este membru al Cenaclului literar "Mihai Eminescu" din Botoșani.
Concomitent cu activitatea redacțională, a colaborat cu proză, recenzii, cronici dramatice și articole diverse la reviste culturale și literare din Botoșani și din țară: Amfitrion, Hyperion, Caiete botoșănene, Colloquium, Iașul literar, Cronica, Pagini bucovinene, Convorbiri literare, Luceafărul, România literară ș.a.

## Volume
- Concert inaugural, Iași, Editura Junimea, 1972.
- Vinderea trupului lui Ion Stiglei, proză scurtă, Botoșani, Editura CJECS, 1979.
- Pământul negru, roman, Iași, Editura Junimea, 1981.[2]
- Pasărea pe limba ei, nuvele, Iași, Editura Junimea, 1986.[3]

## Frumosul Paraniv, roman, Botoșani, Editura Axa, 1997.[4]
- VINE TRENUL PRINCIPESA, roman, Botoșani, Editura Agata, 2003.
- PLANETA ASA, roman, Botoșani, Editura Agata, 2005.
- Tatăl nostru de sub pământ, roman, Botoșani, Editura Agata, 2009
- Școala speranței, Botoșani, Editura  Agata, 2013[5]

## Afilieri
- Membru al Uniunii Scriitorilor din România - filiala Iași.